# Rhyacophila spinata
Rhyacophila spinata är en nattsländeart som beskrevs av Donald G. Denning 1965. Rhyacophila spinata ingår i släktet Rhyacophila och familjen rovnattsländor. Inga underarter finns listade i Catalogue of Life.